# 华湖镇
华湖镇，是中华人民共和国广东省揭阳市惠来县下辖的一个行政建制镇。

## 行政区划
华湖镇下辖以下地区：
华堡社区、官路村、华谢村、华陇村、东福村、溪洋村、新地村、丁田村、池畔村、坪田村、堡内村、白塔村、华宅村、祭坑村、茶铺村、犁集村、美园村和先春村。